# Че (телеканал)
«Че» (с 18 августа 2018 года стилизовано как «Че!») — российский телеканал. Начал вещание 12 ноября 2015 года на частотах телеканала «Перец». Телеканал позиционирует сетку вещания для мужчин, однако в эфире представлены и программы для семейного просмотра в сочетании с фильмами и телесериалами.

## История

### 2015–2017
Телеканал «Че» начал своё вещание 12 ноября 2015 года на эфирных, кабельных и спутниковых частотах телеканала «Перец». При этом телеканал ненадолго оставил название своего предшественника в печатных изданиях, его юридическое лицо — ЗАО «ТВ Дарьял» — осталось прежним. Рейтинги «Че» по итогам первых месяцев работы оказались ниже, чем у «Перца». В одном из интервью в апреле 2017 года генеральный директор медиахолдинга «СТС Медиа» Вячеслав Муругов подтвердил, что замена телеканала не принесла компании положительного результата, а его прежняя концепция себя исчерпала. Дальнейшая работа была направлена на привлечение как мужской, так и женской аудитории (в равных долях), а также запуск российских сериалов и реалити-шоу.
В начале 2017 года телеканал заключил сделку с американским каналом HBO по покупке прав на исключительный показ нескольких его сериалов. Стратегия показа премиальных западных сериалов была нацелена на увеличение аудиторных показателей «Че».

### 2017–2018
31 июля 2017 года телеканал сменил концепцию и графическое оформление. Новым оформлением бренда (и одновременно его концепцией) являлись четыре стихии, которые иллюстрировали атрибуты «Че»: риск, вызов, силу и движение. Слоганом «Че» стал «Телеканал с сильным характером», девизом нового телесезона — «Герои рядом». Новый логотип телеканала выбрали сами телезрители.
В новом телесезоне, который стартовал в августе 2017 года, на «Че» вышли реалити-шоу «Решала», «Антиколлекторы» и «Путь Баженова: напролом», новый сезон проекта «Утилизатор» (ведущий Юрий Сидоренко), а также «Паук» — первый сериал собственного производства.
20 июня 2018 года, в честь главного тренера сборной России по футболу Станислава Черчесова, который впервые за 32 года вывел сборную в плей-офф чемпионата мира, канал временно сменил логотип на «Станислав Че», чтобы поддержать Черчесова и его команду.

### 2018–2020: «Живи ярче!»
18 августа 2018 года телеканал во второй раз сменил концепцию и графическое оформление. Под слоганом «Живи ЯрЧЕ!» программное наполнение телеканала состоит из передач о приключениях во всех их проявлениях. Телеканал показал новые сезоны своих флагманских проектов «Решала» и «Утилизатор». Также вышли и новые программы собственного производства: пранк-шоу «Шутники», реалити-шоу «Супершеф» и тревел-шоу «Рюкзак». 20 августа 2018 года состоялась премьера передачи «Невероятные истории». Кроме того, на телеканал вернулись шоу «+100500» (по будням в ночное время суток транслируются повторы старых выпусков), «Дорожные войны» (с приставкой 2.0) и «Улётное видео» (новые подборки видеороликов стали выходить весной 2019 года). 19 ноября 2018 года было перезапущено кулинарное шоу «Званый ужин», транслировавшееся на РЕН ТВ с 2006 по 2017 год, в том же формате, но с другим ведущим — Григорием Ляховецким и под другим названием — «Идеальный ужин». Также 15 апреля 2019 было перезапущено реалити-шоу «Брачное чтиво», транслировавшееся на «ДТВ» с 2008 по 2011 год, но с другими ведущими — Дмитрием Рыбиным и Кареном Кочаряном, позже с Денисом Гребенюком, и под другим названием — «Опасные связи». 5 ноября 2019 года стартовал новый телепроект ведущего реалити-шоу «Решала» Влада Чижова под названием «Остановите Витю!», посвящённый борцам за справедливость.
1 февраля 2020 года телеканал перешёл на формат вещания 16:9. С 9 февраля, по воскресеньям, в эфире «Че» начал транслироваться ситком «Воронины», перешедший с канала СТС.

### 2020–настоящее время: «ЧЕ, ЯрЧЕ!»
16 марта 2020 года состоялась премьера телевизионной версии интернет-проекта Елены Летучей «Летучий Надзор». 4 апреля того же года ненадолго был перезапущен телепроект Ивана Усачёва «Вы — очевидец», выходивший в эфир с 1995 по 2007 год. Новая версия этого телепроекта была наполнена современным UGC-контентом.
С 13 октября 2018 по 18 апреля 2021 года телеканал каждый день (иногда) утром транслировал российско-украинскую телепередачу «Каламбур» (в виде нарезок из предыдущих выпусков). С 8 февраля 2021 по 24 февраля 2022 года телеканал показывал украинскую программу «Дизель-шоу» и скетч-шоу «На троих».
В декабре 2021 года телеканал «Че» объявил о запуске социального реалити-шоу «Заступницы» с ведущими Викторией Разнициной и адвокатом, медиатором Ольгой Митрофановой, ранее работавшей в программах «Контрольный звонок» (НТВ) и «Ты — красотка!» (Пятница!). 11 апреля 2022 года состоялась телевизионная премьера реалити-шоу «Заступницы».
С 2022 по 2024 год телеканал «Че» вещал под новым юридическим лицом — ООО «ТВ Дарьял».
С 30 января 2023 года телеканал начал показывать юмористическое шоу «КВН ярЧЕ!», представляющее из себя нарезку из лучших номеров КВН.
16 октября 2023 года состоялась премьера реалити-разоблачения «Антимагия», посвящённое сфере магических услуг с ведущим Павлом Симановичем. В третьем сезоне телепроекта «Антимагия», премьера которого состоялась 3 марта 2025 года, сменился ведущий – им стал Алексей Похабов, победитель седьмого сезона шоу «Битва экстрасенсов», о чём телеканал объявил в октябре 2024 года. По мнению Алексея Похабова, фильм-расследование Бориса Соболева «Идущие к чёрту», вышедший в эфире телеканала «Россия-1» в начале 2019 года, положил тренд на разоблачение лжеэкстрасенсов. В интервью интернет-изданию «Леди Mail.ru» Похабов заявил, что люди по-прежнему продолжают прибегать к услугам магов-экстрасенсов из-за того, что они все живут в стрессе, окруженные тяжелой эмоциональной и политической обстановкой, и в конечном итоге идут к мракобесам, думая о надежде на лучшее.
С 2024 года телеканал «Че!» вещает под новым юридическим лицом АО «СТС».
21 октября 2024 года состоялась премьера реалити-разоблачения «Найди по ID» с ведущим Николаем Лейбовым, посвящённое интернет-мошенничеству, кибербуллингу.
7 апреля 2025 года состоялась премьера сразу двух новых реалити-разоблачений: «Влад решает» с ведущим Владом Чижовым и «Проверим всё» с видеоблогером, общественным деятелем Денисом Волевым и финалисткой престижной премии «ТЭФИ-Регион», ведущей красноярского телеканала ТВК Екатериной Кашутчик в роли ведущих.

## Руководство

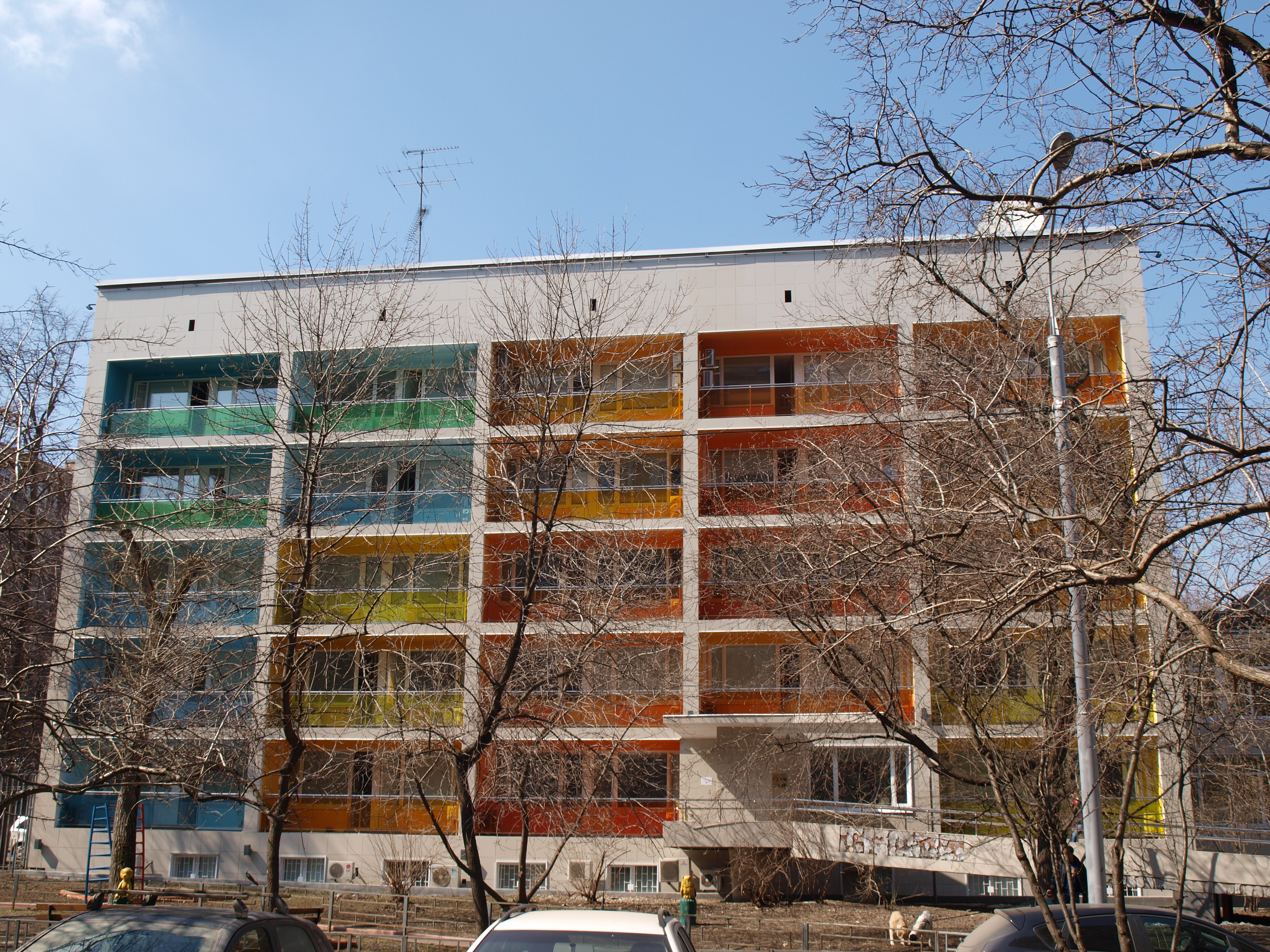
Дом 15 стр. 2 по улице Правды, в котором расположены производственные и вещательные помещения и офисы непосредственной подготовки эфира телеканала Че, а также каналов СТС, СТС Love, СТС Kids и «Домашний»

### Генеральные директора
- Рубен Оганесян (2015[27]—2016[28])
- Евгений Потапов (июль — сентябрь 2016) — исполняющий обязанности[29]
- Лев Макаров[30] (2016[31]—2018)
- Елена Карпенко (с 2018)[32]
- Вячеслав Муругов (2018—2022, как генеральный директор АО «Сеть телевизионных станций»)[33]

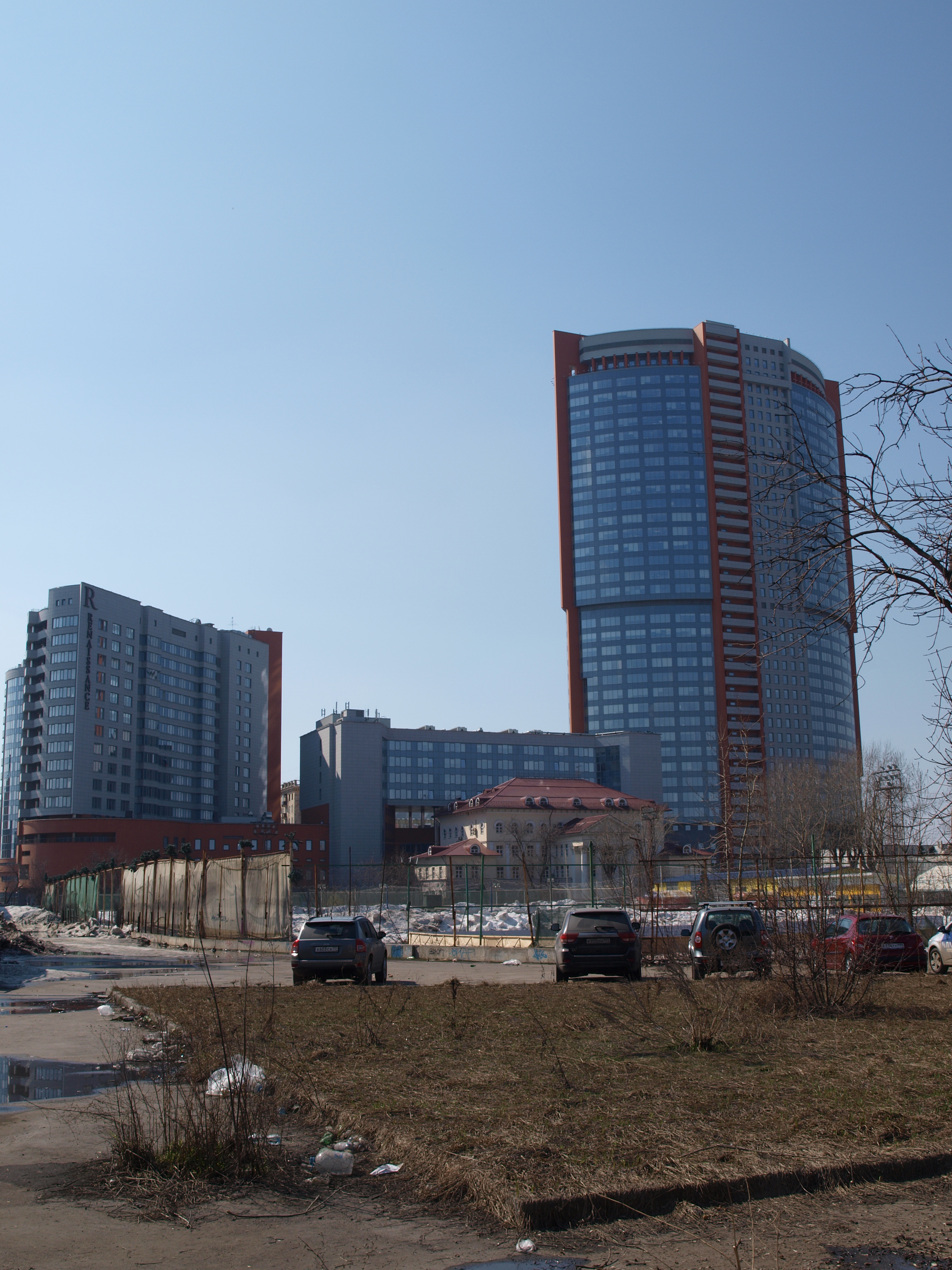
Бизнес-центр «Монарх» (Ленинградский проспект, 31), в котором находятся головные офисы телеканала (31-33 этажи)

## Критика

### Обвинение в неподходящем названии
Как утверждает руководство СТС Медиа, название «ЧЕ!» было выбрано по ассоциации со словами, среди которых числится «Че Гевара», вследствие чего в октябре 2015 года Национальный исследовательский центр телевидения и радио обратился в Роскомнадзор с требованием отозвать лицензию у телеканала. Подробнее о причине высказался директор центра Алексей Самохвалов:
Личность Че Гевары весьма спорная. Он являлся лидером террористической организации и всю жизнь занимался тем, что устраивал в разных странах государственные перевороты. Получается, что Россия борется с терроризмом <...>, но при этом один из федеральных каналов будет носить имя самого известного в мировой истории террориста. Мы не против появления телеканала для мужчин, но называться он должен как-то по-другому.

## Награды
- Реалити-шоу «Решала» производства телеканала выиграло ТЭФИ-2018 в номинации «Реалити-шоу».